# 私立恵比寿中学 放送部
『私立恵比寿中学 放送部』（しりつえびすちゅうがくほうそうぶ）は、2013年4月7日から文化放送をキーステーションにして各地で放送されているラジオ番組である。

## 概要
以前2回ほど文化放送で放送された特別番組が、レギュラー番組に昇格した形となっている。また、「私立恵比寿中学」（エビ中）にある「放送部」という部活動をイメージした設定になっている。(下記の番組ブログより)
メインパーソナリティは文化放送のヘビーリスナーという出席番号3番の真山りか。毎週エビ中メンバーが週替わりで3人ずつ出演するが、真山だけはこの番組では「放送部長」という肩書きのため、毎週出演している。時に真山単独で出演したり、藤井校長（エビ中マネージャー）がゲスト出演することもある。
文化放送では、放送開始から2015年3月30日までは毎週日曜の20時00分より始まっていた。しかし、2015年4月3日よりナイターシーズンは毎週金曜の21時30分開始、ナイターオフシーズンは金曜19時30分開始とリニューアルされる。ナイターシーズンは、プロ野球中継などの影響により、開始時刻が繰り下げ、または、放送休止の措置をとられることが多い。
金曜移行後におけるいずれの開始時刻も、エビ中がテレビ朝日系列「ミュージックステーション」に出演したことを想定した配慮である（同じ日に連続でエビ中の声が聴ける可能性。エビ中メンバーもこのことについて言及している）。
2019年9月27日（文化放送の場合）、10月から放送時間が水曜21:00 - 21:30に移動することが発表された。

## 出演者
現在
私立恵比寿中学
（真山りか・安本彩花・星名美怜・小林歌穂・中山莉子・桜木心菜・小久保柚乃・風見和香・桜井えま・仲村悠菜）
過去
私立恵比寿中学（元メンバー）
（瑞季・杏野なつ・鈴木裕乃・松野莉奈・廣田あいか・柏木ひなた）
※エビ中メンバーの場合、グループ卒業と同時に自然降板となる。
※毎週出演の真山りかに加え、メンバーの中から2名が週替わりで出演。

## 放送リスト
放送日は原則文化放送での放送日を記す。文化放送で放送されない場合は仮に通常放送された時に放送されるべき日付を記す。
- 2013年4月28日 - この週は、文化放送でプロ野球中継・ヤクルト×巨人があったため実質裏送り。
- 2013年6月7日 - 文化放送でのみ、21:00 - 21:30で特別番組「私立恵比寿中学放送部 番外編」が放送された。なおこの回は真山りか1人で番組を進行した。
- 2014年1月1日 - 特別番組「私立恵比寿中学放送部 新春大エビ祭り2014」が文化放送で13:00 - 14:00で放送される。この番組に限り高知放送と中国放送で同日時差ネットされた。逆に、本来のネット局では放送されなかった。
- 2014年6月22日 - 文化放送のみ、特別番組が編成されたためあったため実質裏送り。
- 2014年10月26日 - 文化放送は、プロ野球日本シリーズ中継が編成されたためあったため実質裏送り。なお、翌週も同様の理由で休止の可能性があったが木曜日の第5戦で決着が付いたので通常通りで放送。
- 2014年12月7日 - この放送を7日遅れで12月14日に放送する予定だった中国放送、ラジオ福島、高知放送、北日本放送は選挙特番のため放送休止。
- 2014年12月14日 - 文化放送は、衆議院選挙の開票特番が編成されたため実質裏送りされた。
- 2015年11月13日 - 文化放送では、ジャパンラグビートップリーグ・パナソニック×サントリーの中継が編成されたため、通常より2時間繰り下げて21:30 - 22:00（9月以前のナイターシーズン編成と同じ時間）に放送。
- 2016年12月16日 - この日にちょうど二十歳の誕生日を迎えた真山りか。それを祝し、番組初の生放送を実施。真山は品川ステラボールでのソロライブ後に現場に合流した。ちなみに、到着までの間は星名美怜が一人でつなぐ予定だったが、無事、オープニングに間に合ったため、真山と星名の二人で番組を進行した。
- 2017年2月10日 - 8日に松野が心臓病で急逝したのに伴い内容を変更、私立恵比寿中学の楽曲を流す特別編成とした。私立恵比寿中学のメンバーは出演せず、文化放送アナウンサーの八木菜緒が進行を務めた[注 1]。
- 2017年2月24日 - この日はゲストに声優の春奈るなを迎え、真山りかが単独で出演。
- 2017年3月3日 - 2月10日に放送予定だった1月18日収録分（松野の生前最後の出演回）を放送[1][2]。
- 2017年5月4日 - この日は放送部5年目突入を祝し、｢私立恵比寿中学放送部 5年目だよ GW大エビ祭り｣として、木曜日19時30分より1時間に拡大して放送。また、番組最多となる6人で収録 (唯一、小林歌穂のみスケジュールの都合上欠席) 。
- 2017年12月28日 - 放送部特別編として、ももいろクローバーZの高城れにがメインパーソナリティを務める、「高城れにの週末ももクロ☆パンチ!!」とのコラボ番組「ももクロ 高城れに・エビ中 真山りか 年忘れももエビ合戦」を放送。真山は初めて高城と共演した。
- 2018年1月5日 - 新年1発目であると共に（オンエア時点で）廣田あいかの卒業後、6人体制となって初の放送ということで真山りかが単独で出演。

## サブタイトル
毎月、この番組には月ごとにサブタイトルがつく。
- 2013年9月は 「房総イナズマ ナインインチネイルズ」
- 2013年10月は「サンクスギフチャン！未確認インデペンデンス連盟」(岐阜放送のネット開始にちなんだ。)
- 2013年11月は「放送作家はZAZEN BOYSのTシャツがお好きＸ(エックス)」

## 番組でのコーナー
現在
- エビ俳句
  - 番組オープニングでリスナーから届いた季語ではなく、エビ中にちなんだ言葉を入れた俳句を詠む（私立恵比寿中学の曲「梅」にのせて）。採用されるとメンバーが詠んだ俳句を直筆で色紙に書いて投稿者に送っている。
- ふつおた
  - 「ふつうのお便り」の略。リスナーから届いた質問やお悩みなどにエビ中メンバーが答えていく。主に番組中盤に行われる。1件毎に羊の鳴き声が区切りとして入る。
- 私立恵比寿中学 演劇部
  - 後述する「私立恵比寿中学 ドラマ班」のリニューアル版。これまで同様、毎回ほぼアドリブで演技に挑戦する。当然ラジオ番組であるため、演技の様子は見ることは出来ない。設定などはリスナーから募集することもある。必ずと言っていいほど、ストーリーに組み込まれる形でなぞなぞや心理ゲームが行われる。
- エビ中歌声喫茶
  - メンバーがリスナーから寄せられたリクエスト曲を聞いた上で、聞いた曲を代表1名がエンディングで歌う。楽曲の年代・ジャンル・アーティストなどはすべて不問。1番のみ歌う時もあれば、フルコーラス歌う時もある。
- 我ら、エビ中放送部 
  - 文化放送が金曜に引っ越したのを機に始まった企画。この番組をもっと多くの人に知って欲しいとの思いを胸に、アピールするべくリスナーからのアイデアも募りながらCM作成を進めていく。不定期企画である。
- クイズ！エビ中ドン
  - 2016年11月4日放送分より始まった不定期企画。過去にエビ中が歌ってきた楽曲を歌詞を見ずに出演メンバーが交代しながら歌っていく(交代のタイミングは自己申告)。もし、歌詞を間違えたりリズムにのれなかった場合は、罰としてその日のエンディングで課題として出された楽曲を一人で歌う(歌詞は見て良い)。かなりマイナーな楽曲を出題する傾向にある。

過去
- 禁断のノルマ
  - 私立恵比寿中学の曲、「禁断のカルマ」にかけている。その日の出演メンバーにあるノルマを課し、放送中に達成を目指す。失敗すると罰ゲームが実施される。
- 私立恵比寿中学 ドラマ班
  - 毎回ほぼアドリブドラマに挑戦する。元メンバー・瑞季、杏野なつ、鈴木裕乃の卒業がリニューアルのきっかけ。
- 汗と涙の炎の6番勝負
  - 2017年4月から7月までの期間限定企画。 当番組に毎週出演している真山部長のMC力をさらに向上させるべく、メンバー6人が｢刺客｣となって真山部長に一騎打ちの3本勝負を挑む(真山は6人分、計18回戦うことになる)。判定は真山・対戦メンバー以外の出演メンバーが行う。

```
1回戦 ｢メール読み対決｣…リスナーから届いたメールの読み方やリアクションの良さを競う。
```

```
2回戦 ｢イントロ曲紹介対決｣…ある曲のイントロの秒数に合わせて、どちらが上手く｢曲紹介＋気の利いた一言｣を言えるかを競う。曲はエビ中の楽曲の中から選出。
```

```
3回戦 ｢素敵な朗読対決｣…オルゴールのメロディに乗せて、ある曲をどちらがいかに朗読っぽく表現できるかを競う。曲はやはり、エビ中の楽曲の中から。スタッフはわざと朗読しづらい楽曲をセレクトするため、判定は極めて難しい。
```

## 放送時間

### ネット局
| 放送期間       | 放送日時           | 放送局          | 対象地域   | 備考     |
| -------------- | ------------------ | --------------- | ---------- | -------- |
| 2013年4月7日 - | 水曜 21:00 - 21:30 | 文化放送（QR）  | 関東広域圏 | 制作局   |
| 2014年9月 -    | 金曜 23:00 - 23:30 | 秋田放送（ABS） | 秋田県     | [ 注 3 ] |

### 過去のネット局
| 放送期間                                                    | 放送日時           | 放送局            | 対象地域   | 備考               |
| ----------------------------------------------------------- | ------------------ | ----------------- | ---------- | ------------------ |
| 2013年4月8日 - 2015年3月23日                                | 月曜 20:30 - 21:00 | 山口放送（KRY）   | 山口県     |                    |
| 2014年9月29日 - 2015年3月23日                               | 月曜 23:30 - 24:00 | RSK山陽放送       | 岡山県     |                    |
| 2013年10月1日 - 2014年3月25日 2014年10月7日 - 2015年3月24日 | 火曜 21:00 - 21:30 | 岐阜放送（GBS）   | 岐阜県     | 独立局             |
| 2014年10月5日 - 2015年3月29日                               | 日曜 20:30 - 21:00 | ラジオ福島（rfc） | 福島県     |                    |
| 2014年10月5日 - 2015年3月29日                               | 日曜 20:30 - 21:00 | 中国放送（RCC）   | 広島県     |                    |
| 2015年10月4日 - 2016年3月27日                               | 日曜 20:30 - 21:00 | 東海ラジオ（SF）  | 中京広域圏 | [ 注 4 ]           |
| 2016年4月2日 - 2017年4月1日                                 | 土曜 21:00 - 21:30 | 福井放送（FBC）   | 福井県     | [ 注 5 ]           |
| 2014年10月5日 - 2017年4月2日                                | 日曜 20:30 - 21:00 | 北日本放送（KNB） | 富山県     | [ 注 6 ]           |
| 2014年10月5日 - 2017年4月2日                                | 日曜 23:30 - 24:00 | 高知放送（RKC）   | 高知県     |                    |
| 2017年4月2日 - 2017年10月1日                                | 日曜 21:00 - 21:30 | 山形放送（YBC）   | 山形県     | [ 注 7 ]           |
| 2017年10月5日 - 2018年3月29日                               | 木曜 20:50 - 21:20 | 熊本放送（RKK）   | 熊本県     | [ 注 8 ]           |
| 2017年10月8日 - 2018年4月1日                                | 日曜 20:30 - 21:00 | 北陸放送（MRO）   | 石川県     |                    |
| 2018年4月8日 - 2019年3月31日                                | 日曜 23:00 - 23:30 | IBC岩手放送       | 岩手県     |                    |
| 2019年4月7日 - 2019年9月29日 2020年4月5日 - 2020年9月27日   | 日曜 20:00 - 20:30 | 青森放送（RAB）   | 青森県     | [ 注 9 ] [ 注 10 ] |

2014年ナイターオフ期は、NRNのラインネット番組の扱いを受けたため、上記のように新規ネット局が増えた。ラインネット指定時間は、ラジオ福島・北日本放送・中国放送の3局で放送される日曜20時台後半であり、キー局の文化放送での放送後、30分遅れでNRNラインに裏送りする形を採っている。2015年3月で秋田放送・北日本放送・高知放送以外での放送は終了し、NRNのラインネット扱いからも一旦外れた。
2015年10月に熊本放送・東海ラジオでのネットを開始。再度NRNのラインネット番組の扱いとなり、東海ラジオと北日本放送で放送される日曜20時台後半をラインネット指定時間として、2日遅れでNRNラインに裏送りする形を採る。
2016年ナイターオフ期もNRNのラインネット番組の扱いとなり、日曜20時台後半をラインネット指定時間として、2日遅れでNRNラインに裏送りする形を採る。2017年も同様の措置が取られている。
2018年ナイターオフ期は当該時間帯のNRNのラインネット番組が別番組に変更されたため、本番組は通年で個別ネット形式となり、ネット局が例年より少なくなっている。2019年ナイターオフ期は当該時間帯のNRNのラインネット送出がなくなったため、引き続き個別ネット形式となる。

### 公開収録
「私立恵比寿中学放送部 公開収録」として公開収録イベントを開催してきた。会場は2013年を除きよみうりランド 日テレらんらんホール。
- 2013年9月6日[3]
- 2016年1月16日[4]
- 2016年11月26日
- 2018年1月14日[5]
- 2019年1月5日[6]
- 2020年1月5日[7]
- 2021年7月3日（新型コロナウィルス感染拡大により1月9日から延期）[8]
- 2022年1月8日[9]
- 2023年1月7日